# بان (مجلة أدبية)
بان (بالإسبانية: Pan) مجلة أدبية ظهرت في المكسيك، وتحديدا في جوادالاخارا عام 1944. ساهم في تأسيسها الكاتب المكسيكي خوان خوسيه أريولا بالتعاون مع الكاتب المكسيكي الشهير والأب الروحي للواقعية السحرية في أدب أمريكا اللاتينية خوان رولفو والناقد الأدبي المكسيكي أنطونيو الآتوري.وقد نشر خوسيه أريولا قصته القصيرة يعمل الخير طالما هو على قيد الحياة (بالإسبانية: Hizo el bien mientras vivió) كأول باكورة أعمال المجلة.